# World Conference on Women, 1995
World Conference on Women, 1995 var en internationell konferens som ägde rum i Peking i Kina i september 1995. Konferensen var den fjärde internationella konferens som arrangerades av FN med det exklusiva syftet att diskutera kvinnors rättigheter. Den företräddes av World Conference on Women, 1985. 